# Campos (Vieira do Minho)
Campos ist eine Gemeinde im Norden Portugals.

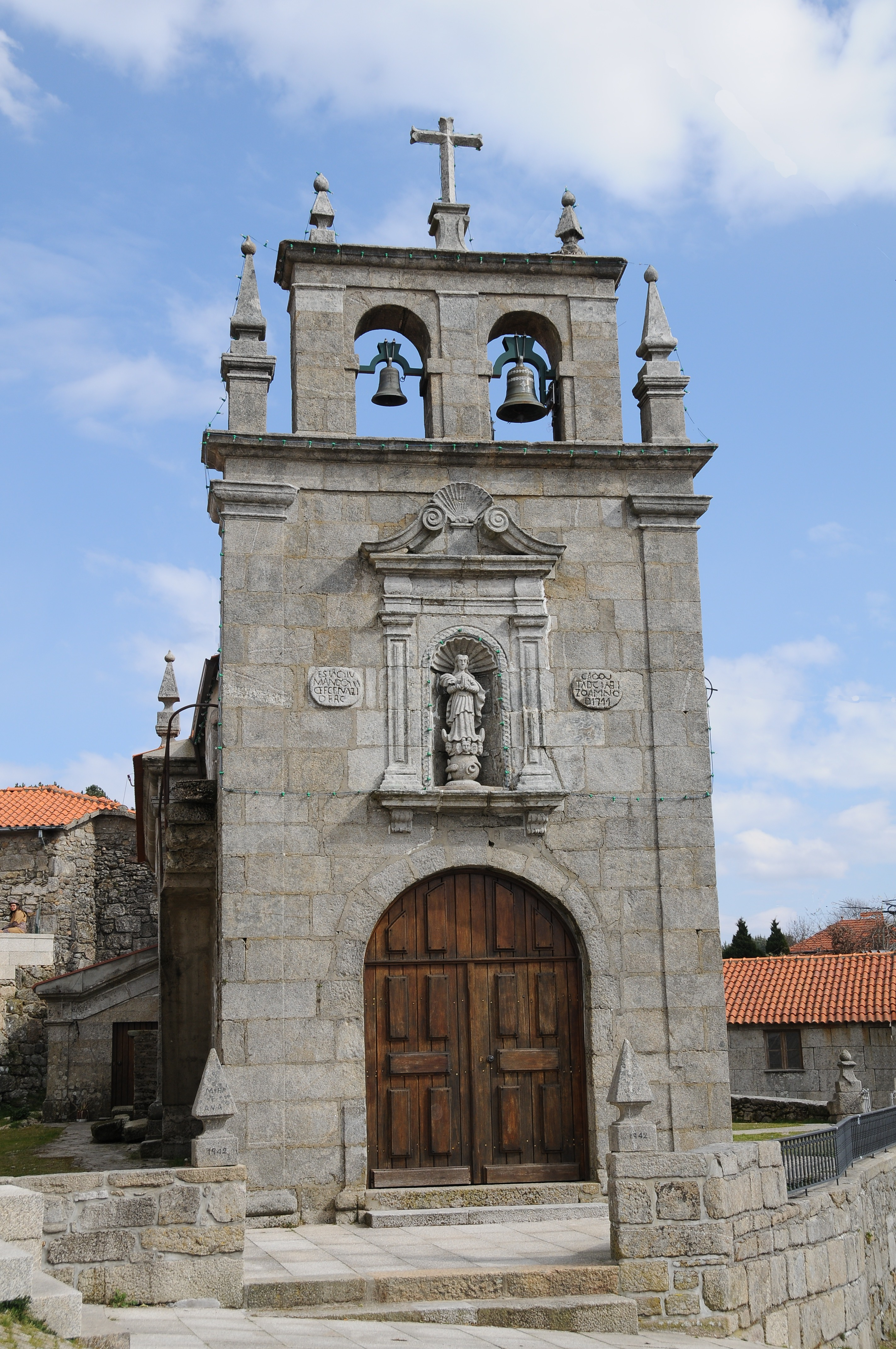
Kirche von Campos

Campos gehört zum Kreis Vieira do Minho im Distrikt Braga, besitzt eine Fläche von 13,8 km² und hat 180 Einwohner (Stand 30. Juni 2011).
In der Gemeinde befindet sich mit dem Alto do Talefe der höchste Punkt der Serra da Cabreira auf 1271 Meter Höhe.